# Krywałd (Knurów)
Krywałd (niem. Kriewald) – od 1951 roku część miasta Knurów. W latach 1928–1950 część Szczygłowic.

## Nazwy i pojawianie się osady w dokumentach
W oficjalnych dokumentach pojawia się w roku 1458 pod nazwą Crigewald i w 1534 r. jako Khriegwaldt. Prawdopodobnie osada została założona w drugiej połowie XV wieku przez zarządcę Szywałdu. Inne zapisy dotyczące osady to dokument kancelarii króla węgierskiego Macieja Korwina z 1482, gdzie po raz pierwszy użyto nazwy Krywałd. W urbarium z roku 1534 pojawia się jednak nazwa Khriegwaldt. Inne określenie pojawia się w dokumencie zakupu wioski przez Adama Goszyckiego, gdzie używane są nazwy Grünwald (Zielony Las) lub Krohenwald (Wroni Las).

## Rolnictwo Krywałdzkie
Krywałd od początku był częścią ziemi gliwickiej. Od 1561 roku wchodził w skład tzw. państwa gliwickiego. Były to tereny wiejskie, względnie bogate, z urbarium z roku 1561 wynika iż znajdowała się tam jedna karczma, cztery stawy rybne, las dębowy gdzie tuczono świnie żołędziami, będący własnością społeczności. Obowiązywała tam pańszczyzna i związane z tym obostrzenia dla okolicznych chłopów. Z czasem wyzysk wzrastał, co nie podobało się ludności chłopskiej. W roku 1766 chłopi z Krywałdu wzięli udział w powstaniu któremu przewodził chłop z Knurowa Sznuter. Takich zbrojnych powstań było jednak prawdopodobnie więcej. Edykt z 1807 znoszący częściowo pańszczyznę nie zadowolił ludzi, którzy nadal domagali się poprawy warunków życia. Kolejne edykty tylko częściowo poprawiły nastroje. Na podstawie edyktu z 1811 uwolniono tylko trzech siodłoków: Jakuba Donice, Feliksa Polaka i Jakuba Sieje.
W 1837 majorat pilchowicki wraz z Krywałdem zakupił Fryderyk Adrian hrabia de Limburg-Stirum. Zakupił on też ziemie uwolnionych siodłoków i wcielił w Szczygłowice. Ostateczne zniesienie pańszczyzny datowane jest na 14 marca 1851. Chłopi zostali zobowiązani do płacenia renty feudalnej zależnej od wielkości gospodarstwa. Zniesiono jednak dziesięcinę, i dopiero 29 lipca 1867 ponownie wprowadzono świadczenie na rzecz Kościoła. Jego suma też była zależna od rozmiarów posiadanej ziemi, i wynosiła 1 talara (30 srebrnych groszy) za 10 mórg ziemi. Według spisów w roku 1819 rolnicy z Krywałdu uprawiali 638 mórg ziemi, zaś już w 1855 tylko 337 mórg na 39 rodzin - ok. 160 osób. Głównie hodowano tu konie i świnie, dorabiano też pracami dworskimi.
Krywałd stanowił odrębną gminę jednostkową. 1 kwietnia 1928 gmina Krywałd została zniesiona i włączona do gminy jednostkowej Szczygłowice. Od 1 grudnia w zbiorowej gminie Knurów. 1 stycznia 1951, wraz z nadaniem gminie Knurów praw miejskich, Krywałd (jako część Szczygłowic) stał się częścią miasta Knurowa.

## Demografia
Rozrost fabryki Lignoza przyczynił się do zwiększenia ludności, w roku 1844 w wiosce mieszkało 142 ludzi a w 1871 r. 168, zaś w roku 1910 już 689. Do momentu przyłączenia do Szczygłowic mieszkało tu już 1080 osób.

## Władze
W Krywałdzie działała też Straż Celna pod kierownictwem Pawła Barchańskiego. Od 1928 już jako Straż Graniczna.

## Organizacje
- Towarzystwo "Czytelń Ludowych", z siedzibą w budynku starej szkoły
- Towarzystwo Śpiewacze "Hejnał", z siedzibą w budynku starej szkoły
- Kółko teatralne, pod kierownictwem nauczyciela Bronisława Warota
- Towarzystwo Polek, pod kierownictwem żony Warota
- Harcerstwo Polskie aktywne od 1927
- Towarzystwo Gimnastyczne "Sokół" od roku 1920 założone przez Romualda Mędlewskiego, od 1929 w ramach gminy Szczygłowice.

## Fabryka Materiałów Wybuchowych Lignoza SA

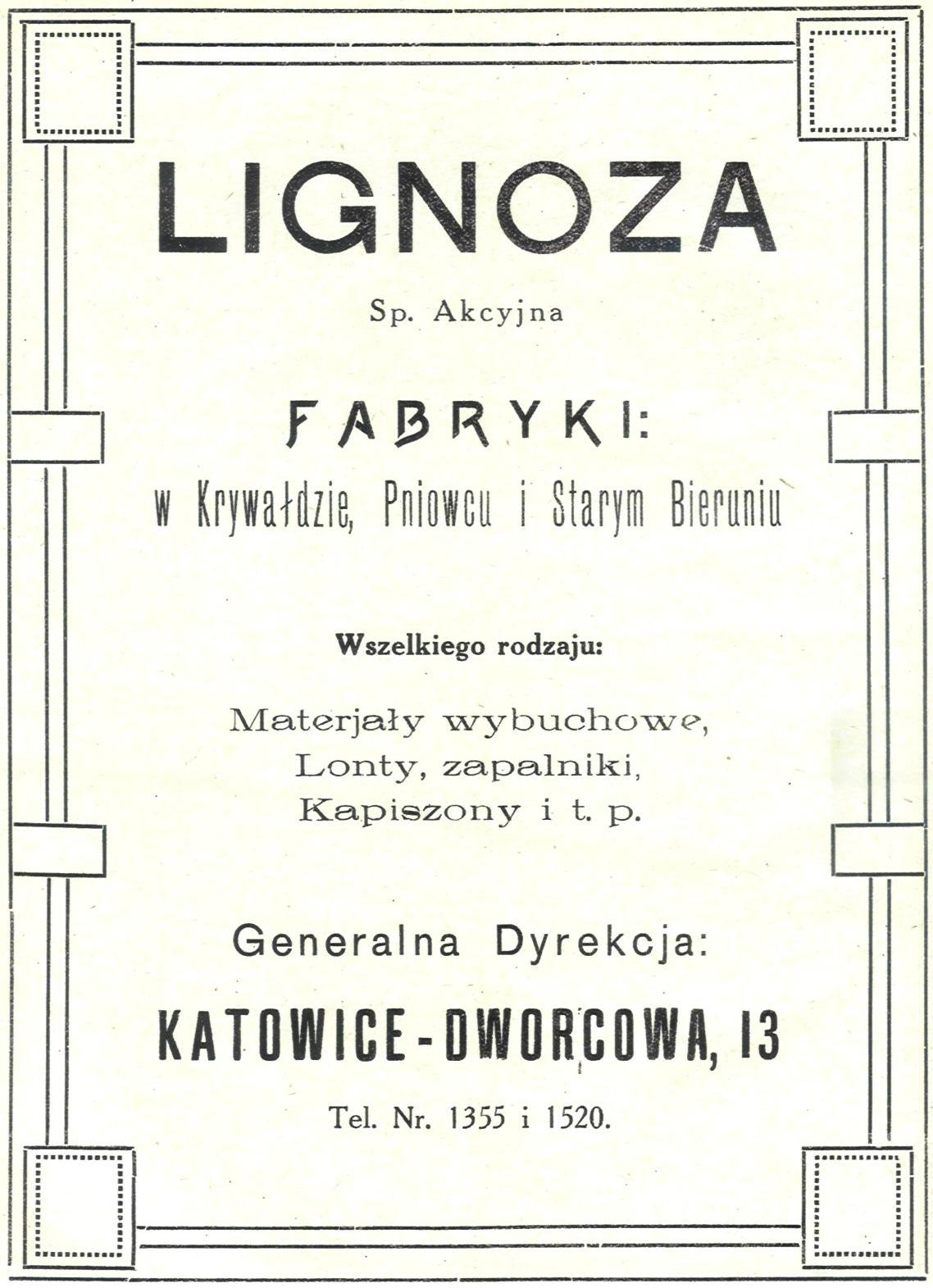
Reklama 1927 r.

Reńsko-Westfalskie Zjednoczenie Fabryk Prochu w Kolonii dnia 7 sierpnia 1875 zakupiło 10,33 hektara ziemi by wznieść na tym terenie prochownie. Fabryka zaczęła pracować już w roku następnym. W 1878 zakupiła ją Paulina Güttler, która poza rozbudową fabryki wzniosła na jej terenie także kaplice św. Barbary. W roku 1896 fabryka ponownie zmienia właściciela - na niemiecką firmę, która dokonuje kolejnej rozbudowy, rozpoczyna się też produkcja materiału wybuchowego Silesia. 1900 powstaje budynek dyrekcji. Jest to jeden z zabytków architektury w tym rejonie, zbudowany w stylu ekletyczno-modernistycznym. W 1905 wybudowano wille dla dyrektora fabryki w zbliżonym stylu. W latach 1896–1908 budowano też budynki mieszkalne dla pracowników. W roku 1908 dobudowano cechownie, w 1910 stacje transformatorową oraz sieć wodociągową. Od 1908 funkcjonowała już nazwa Lignose AG. W roku 1911 rozpoczęto budowę nowej wytwórni o nazwie - miała ona produkować materiały amonowo-saletrzane o nazwie Lignozyt.
Głównym odbiorcą produkowanych materiałów była Kopalnia Dębieńsko, początkowo transportowano towar furmankami, po utworzeniu linii kolejowej - pociągami. Od 1915 funkcjonowała już własna bocznica fabryki.
Po wybuchu pierwszej wojny światowej ponownie musiano produkować chloranowe środki strzałowe, więc produkcje przeprofilowano, wybudowano też kilka budynków z blachy, wyłożonych azbestem. W celu uniezależnienia fabryki od dostaw z zewnątrz powstała też własna wytwórnia surowca.
W 1922 właścicielem fabryki została Spółka Akcyjna Lignoza z kapitałem niemieckim. Od 1924 kapitał spółki był już wyłącznie polski. Lata 1924-1929 to lata modernizacji i rozbudowy. Starano się też zwiększyć bezpieczeństwo załogi. W latach 1925–26 ruszyła produkcja prochu lontowego i bezdymnego prochu myśliwskiego, od 1928 fabryka zmieniła technologie produkcji saletrzano-amonowych materiałów wybuchowych, co zaowocowało wzrostem bezpieczeństwa produkcji. A także znacznym wzrostem produktywności. W latach 1930–31 zaczęto też produkować materiały pirotechniczne, zakończając dopiero w 1993. W tym czasie fabryka była przez wiele lat jedynym a później jednym z większych producentów.
W 1966 fabryka podjęła seryjną produkcję pierwszego polskiego modelarskiego silnika rakietowego, którego prototyp wykonał Modelarski Doświadczalny Ośrodek Rakietowy w Krakowie w 1965 roku.

## Fabryka Tworzyw Sztucznych Krywałd ERG i Krywałd-Plast
Od 1931 zaczęto też przygotowania do produkcji materiałów izolacyjnych z żywic syntetycznych. W 1933 produkowano mieszanki o nazwie silesit. Z czasem produkt ten wyparł dominujący wcześniej bakelit produkcji zagranicznej.
Od 1936 poszerzono produkcje o żywice szlachetne - silesitany, lane, techniczne - silesitole, a także wyroby papierowe tekstylno-żywicowe - sileteksty. Miały one zastosowanie w budownictwie, meblarstwie i elektrotechnice. W 1938 produkowano już tworzywa kazeinowe. Prace przerwano z powodu pogorszenia stosunków z Niemcami.
Jako Krywałd-ERG fabryka funkcjonowała do 2001 roku.
Zakłady Krywałdzkie brały udział w kręceniu dwóch filmów, odpowiedzialni byli za efekty pirotechniczne:
- Pociąg do Hollywood 1987
- O rany, nic się nie stało!!! 1987

W 1998 Krywałd ERG podzielił się i w dniu dzisiejszym funkcjonuje jako Krywałd-Plast i Krywałd-Katex. Krywałd-Plast funkcjonuje jako wytwórnia i produkuje głównie granulaty PCW i polwinity, a Krywałd-Katex prowadzi sprzedaż.
Budynki zakładu stanowią dziś głównie ruiny, bądź niszczejące baraki. Część budynków zalała także woda podczas pierwszej powodzi. W niektórych nadal znajdują pozostałości materiałów wybuchowych. W lesie znajduje się sporo opuszczonych budynków i bunkrów, które stanowią miejsce spotkań młodzieży - są to niebezpieczne miejsca, gdzie łatwo może dojść do wypadku.

## Wypadki w Fabryce Prochu
Zanotowano osiem takich przypadków w latach 1895-1921, zginęły 43 osoby w tym 6 kobiet:
- 1895, eksplozja w magazynie, jedna ofiara
- 1903, wybuch w mieszalni, jedna ofiara
- 1908, pożar, pięć ofiar
- 1913, pożar w budynku gdzie wytwarzano kartony, jedna ofiara
- 1916, eksplozja prochu karabinowego, dziesięć ofiar
- 1918, eksplozja, jedna ofiara
- 21 lipca 1921, prawdopodobnie największy wypadek w dziejach fabryki, w wyniku zaniedbania dochodzi do dużej eksplozji, dziewiętnaście ofiar oraz spore zniszczenia budynków fabryki.
- 15 grudnia 1921, eksplozja dwóch bębnów mieszalniczych, pięć ofiar

Od roku 1921 w Kaplicy odprawiano regularnie nabożeństwa.

## Edukacja

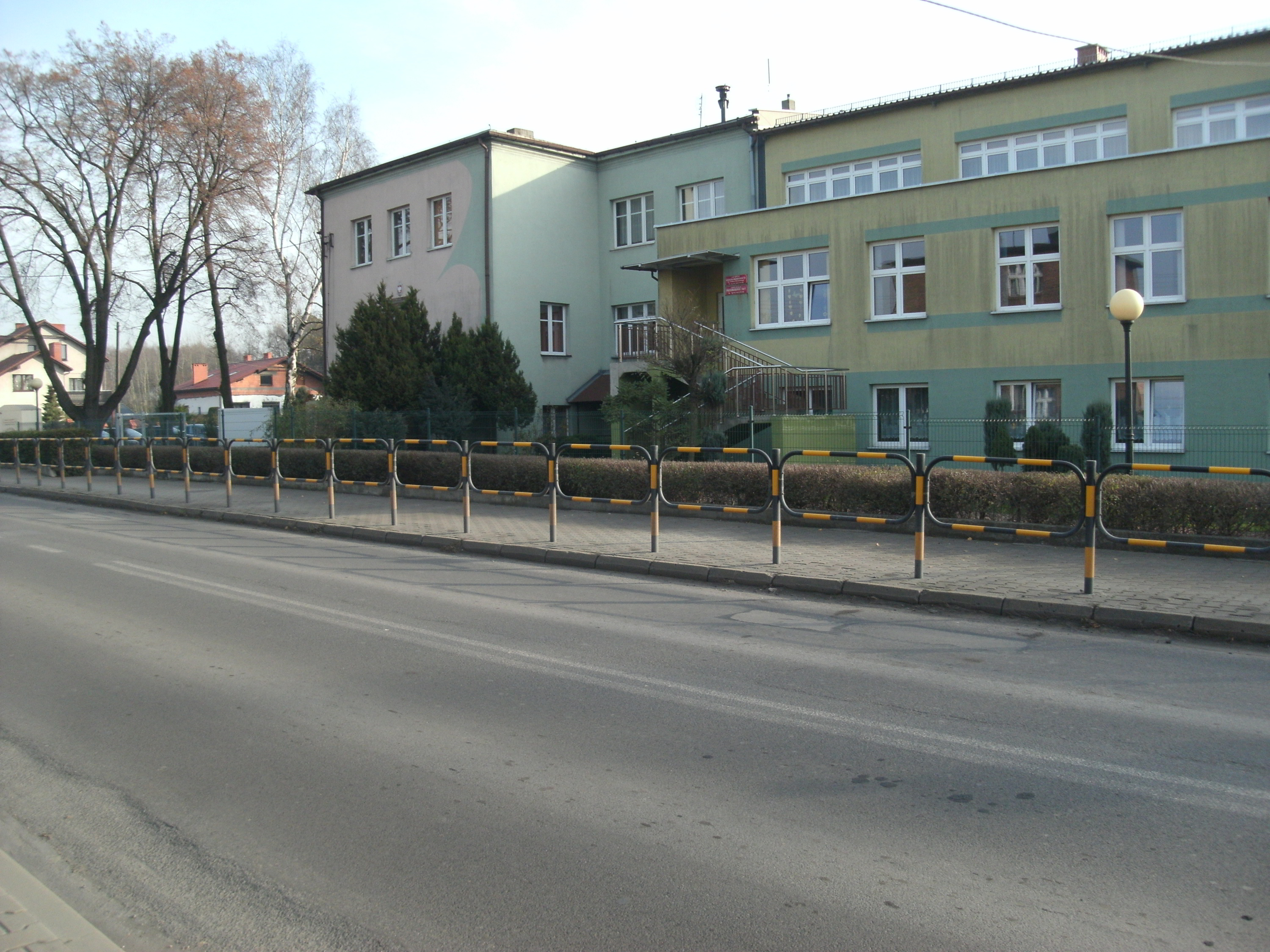
Szkoła Podstawowa nr 3 w Krywałdzie; zdjęcie z listopada 2013 roku

Do 1904 w Krywałdzie nie było szkoły. W tym roku powołano Związek Szkolny, dzięki któremu 15 października 1907 roku otwarto budynek szkoły, nazywany później Starą Szkołą. Budynek zaprojektował i wykonał Julius Scheer. W kolejnych latach z powodu wzrostu liczby uczniów dobudowano drugą salę lekcyjną - 1909. Przebudową kierował Mistrz Przybyła.
W szkole uczyły się także dzieci z pobliskich Szczygłowic. W roku szkolnym 1922/23 z powodu braków kadrowych rok szkolny opóźnił się aż do 4 listopada. Zatrudniono wtedy kadrę tymczasową. W roku 1930 wybudowano nowy budynek szkoły. Obecnie szkoła figuruje jako Miejska Szkoła Podstawowa nr 3. W 94 roku było tam 8 klas lekcyjnych, zaś uczyło 16 nauczycieli. Tworzy ona zespół szkolno-przedszkolny, wraz z Przedszkolem nr 5. Znajdują się one w odnowionym budynku. Szkoła oferuje język angielski w klasach I-VI, osiągnięto też najwyższy wynik egzaminu szóstych klas, klasy są 17-osobowe. Szkoła jest wyposażona w zaplecze komputerowe i bibliotekę. Jest najmniejszą szkołą w Knurowie.
Nauczyciele:
- Paul Mathea 1907–1922
- Alfred Wotzlawek 1909–1917
- Maria Beyer 1911–1913
- Anna Heibebrandte 1913–1922
- pani Krause 1913–1917
- Erich Winkler 1917–1922
- kadra zastępcza w roku 1922/1923 - Michał Wilim (kierownik), Wilhelm Flak, Katarzyna Wilimówna, Apolonia Bochynkówka
- kierownicy szkoły - Feliks Pańta (23-27), Wincenty Przybyszewski (27-29), Leopold Danek (29 do początku II wojny światowej)
- 1994 - w szkole uczy 16 nauczycieli, z czego połowa ma wyższe wykształcenie.
- Kadra 2008 - dyrektor Jan Kopeć, 16 nauczycieli, 1 dyplomowany, 12 mianowanych, 2 kontraktowych i jeden stażysta.

Uczniowie:
- w pierwszych latach 91 dzieci w jednej klasie, później 121, lata 1907–1909
- 1910 - 173
- w roku 1913 szkołę ukończyło 26 uczniów, uczy się 193.
- 1917 w szkole uczy się 197 osób
- rok 1922/23 w szkole uczy się 203 uczniów
- 1994 - 120 uczniów w 8 klasach

## Krywałd a wydarzenia narodowe
Mieszkańcy uczestniczyli czynnie w walkach powstańczych z lat 1919-1921.
Wybory plebiscytowe przeprowadzono w miejscowej szkole. Uprawnionych do głosowania było 389 osób:
- 294 głosy za Polską
- 94 za Niemcami
- 1 głos unieważniono

W głosowaniu brali też udział emigranci, o co wnioskowała strona polska, jednak w większości głosowali oni za Niemcami. Za przynależnością do państwa polskiego opowiedziało się 75,7%.
W okresie trzeciego powstania śląskiego, wielu mieszkańców służyło w I batalionie piechoty wojsk powstańczych - tzw. pułku żorskim.
Niektórzy uczestnicy: bracia Michalscy, Wacław Kiszka, Tomasz Czechman, Herman Grzesiok, Teodor Szydłowski.
Krywałd w 1922 r. włączono do Polski.

## Znani Krywałdzianie
Z Krywałdu pochodził lekkoatleta Emil Kiszka (ur. 5 grudnia 1926, zm. 9 lutego 2007).